# 葉秀發
葉秀發（?—?），字茂叔，金華人。
早年師從吕祖谦。進士出身，曾擔任慶元府教授，與楊慈湖有往來。後知高邮军，有贼人侵略高邮。葉秀發派遣宗雄武率眾擊之，被打敗。著有《論語講義》。